# Bezirk Ślemień
Bezirk Ślemień – dawny powiat (Bezirk) kraju koronnego Królestwo Galicji i Lodomerii, funkcjonujący w latach 1854–1867. Siedzibą starostwa była wieś Ślemień.

## Historia
Bezirk Ślemień utworzono w ramach reformy uwłaszczeniowej z okresu Wiosny Ludów (1848–1849), która likwidowała jurysdykcję właściciela ziemskiego nad poddanymi. W Galicji, dominium – jako podstawowa jednostka administracyjna i filar systemu feudalnego straciło rację bytu. Konieczne stało się zatem wprowadzenie nowego systemu administracyjnego, którego zręby powstały w latach 1851–1855. Nowy trójstopniowy podział administracyjny objął 21 cyrkułów (niem. Kreise), 179 małych powiatów (niem. Bezirke) i ponad 6000 gmin (niem. Gemeinde).
Bezirk Ślemień objął obszar o wielkości 5,1 mil², zamieszkany przez 20.922 ludzi i podzielony na 22 gminy katastralne, w tym miasteczko Sucha. Wszedł w skład cyrkułu wadowickiego, jako jeden z jego trzynastu powiatów ziemskich. 1 maja 1860 zniesiono cyrkuł wadowicki, a jego cały obszar włączono do cyrkułu krakowskiego.
Po nadaniu Galicji autonomii oraz powołaniu samorządu gminnego i powiatowego w 1865 zlikwidowano cyrkuły (Kreise). Dotychczasowe małe powiaty (Bezirke) w liczbie 179, utrzymały się do 1867 roku, kiedy to w następstwie kolejnej reformy administracyjnej (23 stycznia 1867) zostały zastąpione przez 74 większe powiaty. Jednym z tych nowych powiatów był powiat żywiecki, w skład którego wszedł m.in. prawie w całości zniesiony Bezirk Ślemień, oprócz gminy Śleszowice, którą włączono do powiatu wadowickiego. 1 stycznia 1890 gminy Tarnawa Górna i Tarnawa Dolna przeniesiono z powiatu żywieckiego do powiatu wadowickiego. 1 stycznia 1924 dziesięć gmin z dawnego Bezirk Ślemień weszło w skład nowo utworzonego powiatu makowskiego. 1 kwietnia 1932, po zniesieniu powiatu makowskiego, wszystkie te gminy powróciły do powiatu żywieckiego.

## Podział administracyjny (1854)
| Lp. | Gmina jednostkowa          | Powierzchnia | Ludność | Powiat w 1867 po zniesieniu |
| --- | -------------------------- | ------------ | ------- | --------------------------- |
| 1   | Ślemień                    | 4358         | 1370    | żywiecki                    |
| 2   | Łękawica                   | 1240         | 773     | żywiecki                    |
| 3   | Oczków                     | 1125         | 406     | żywiecki                    |
| 4   | Okrajnik                   | 685          | 386     | żywiecki                    |
| 5   | Kocierz ad Moszczanica     | 2341         | 501     | żywiecki                    |
| 6   | Kocierz ad Rychwałd        | 2866         | 393     | żywiecki                    |
| 7   | Łysina                     | 283          | 193     | żywiecki                    |
| 8   | Rychwałd                   | 1715         | 734     | żywiecki                    |
| 9   | Gilowice                   | 3162         | 1265    | żywiecki                    |
| 10  | Kocoń                      | 1160         | 494     | żywiecki                    |
| 11  | Kurów                      | 980          | 577     | żywiecki                    |
| 12  | Las                        | 2302         | 723     | żywiecki                    |
| 13  | Pewel Ślemieńska           | 1504         | 653     | żywiecki                    |
| 14  | Pewelka                    | 447          | 278     | żywiecki                    |
| 15  | Rychwałdek                 | 737          | 334     | żywiecki                    |
| 16  | Krzeszów                   | 4345         | 1993    | żywiecki                    |
| 17  | Kuków                      | 1887         | 941     | żywiecki                    |
| 18  | Lachowice                  | 4360         | 1604    | żywiecki                    |
| 19  | Sucha (m)                  | 4443         | 2583    | żywiecki                    |
| 20  | Stryszawa                  | 7101         | 2674    | żywiecki                    |
| 21  | Tarnawa (Górna i Dolna)    | 3291         | 1403    | żywiecki                    |
| 22  | Śleszowice (Górne i Dolne) | 1072         | 644     | wadowicki                   |

Objaśnienie:
(M) = miasto; (m) = miasteczko